# Discoglossus jeanneae
El sapillo pintojo meridional (Discoglossus jeanneae) es una especie de anfibio anuro de la familia Alytidae presente exclusivamente en España. Frecuentemente se considera una subespecie de Discoglossus galganoi.

## Descripción
Sapillo de pequeño tamaño, similar a una rana. Se diferencia de D. galganoi por caracteres morfométricos relacionados con las longitudes de la cabeza y de los miembros anteriores y posteriores. El hocico es agudo y el tímpano es poco visible. Tan solo los machos adultos poseen las patas posteriores palmeadas.

## Distribución
Sus territorios se distribuyen a lo largo de la mayor parte de Andalucía, casi siempre al sur del río Guadalquivir, así como por el centro y este del suelo peninsular. Existen zonas de contacto entre las poblaciones de D. jeanneae y D. galganoi que aún no han sido prospectadas por los científicos y no se pueden incluir en una u otra especie.

## Hábitat
Presente en espacios abiertos como dehesas o praderas, asociadas a formaciones boscosas de pinos o especies del género Quercus. Para la reproducción emplea medios acuáticos estacionales con poca o ninguna corriente, como pequeños arroyos o charcas (entre los que se pueden dar medios artificiales como acequias, fuentes o manantiales).

## Reproducción
Es un anfibio, el cual puede llegar a reproducirse varias veces a lo largo del año, generalmente en épocas de lluvias, bien sea en otoño, primavera o incluso invierno. Tiene un canto bastante peculiar, agudo y de baja frecuencia. pone una masa de huevos como las ranas y no hileras como los sapos, las larvas suelen ser oscuras y de 1 o 2 centímetros al eclosionar, posteriormente con su desarrollo alcanzan los 3 o 4 centímetros y una coloración grisácea moteada. Los metamórficos son de apenas 2 centímetros.